# Nowogromowo (przystanek kolejowy)
Nowogromowo (ros. Новогромово) – przystanek kolejowy w miejscowości Moskwa, w Rosji. Położony jest na Wielkim Pierścieniu Kolei Moskiewskiej.